# Veyradeyre
 (janvier 2015).
Le Veyradeyre (ou ruisseau la Veyradeyre) est un cours d'eau situé en France dans le département de l'Ardèche en région Auvergne-Rhône-Alpes.

## Géographie
Le Veyradeyre prend sa source dans la commune du Béage (dans le département de l'Ardèche et la région Auvergne-Rhône-Alpes) au lieu-dit du Bois des Seigneurs, puis suit la frontière entre cette commune et la commune de Les Estables (dans le département de la Haute-Loire et la région Auvergne-Rhône-Alpes).
Long de 16,6 kilomètres, il se jette dans la Loire au niveau de Lachapelle-Graillouse et de Le Lac-d'Issarlès.